# Alf Ramsey
Sir Alfred Ernest Ramsey (Londra, 22 gennaio 1920 – Ipswich, 28 aprile 1999) è stato un calciatore e allenatore di calcio inglese, di ruolo difensore. Divenne noto a livello internazionale come l'allenatore che guidò la nazionale di calcio inglese alla vittoria ai Mondiali del 1966.
L'apice della sua carriera è stato il titolo mondiale, vinto allo stadio di Wembley nel 1966, dopo una vittoria per 4-2 sulla Germania Ovest, vittoria che gli garantì un titolo nobiliare. Alf Ramsey era un uomo modesto con scarso senso delle pubbliche relazioni. Aveva un'eccellente capacità di analisi ed era soprannominato Il generale come giocatore. Sua è la famosa citazione "Non cambiare mai una squadra vincente".

## Biografia
Alf Ramsey nacque a Dagenham (nell'attuale Barking e Dagenham) quando il borgo non faceva ancora parte della contea della Grande Londra. Da giovane eccelleva nelle squadre scolastiche dell'Essex e durante la seconda guerra mondiale fece parte della squadra del suo reggimento militare, principalmente come centravanti. Morì nel 1999 e venne sepolto nel cimitero di Ipswich, nel Suffolk.

## Carriera

### Calciatore
Ha fatto il suo debutto nel calcio professionistico nel 1943 con il Southampton FC, compagine in cui milita per cinque stagioni, e in seguito ha giocato con grande successo per il Tottenham Hotspur FC. Nel 1948 esordisce nella nazionale inglese, dove sarà capitano tre volte. La sua ultima partita in nazionale è stata la sconfitta per 6-3 contro l'Ungheria nel 1953. Ramsey ha segnato in quella partita su rigore, una sua specialità. Da calciatore della nazionale inglese fece parte dei selezionati che presero parte al primo campionato del mondo disputato dall'Inghilterra nella sua storia, vale a dire Brasile 1950. In Nazionale ha collezionato 32 partite e 3 reti tra il 1949 e il 1954, la sua ultima partita in nazionale fu la celebre Inghilterra-Ungheria 3-6.

### Allenatore
Appese le scarpe al chiodo, nel 1955 Ramsey divenne l'allenatore dell'Ipswich Town, un piccolo club di terza divisione all'epoca. In sette anni è riuscito a portare l'Ipswich nella massima serie del calcio inglese. Divenne poi allenatore della nazionale inglese nel 1963, venendo chiamato dalla FA ad allenare la Nazionale inglese. Ai Mondiali di calcio 1966 portò i leoni alla vittoria battendo in due sfide decisive Portogallo (2-1 in semifinale) e Germania Ovest (4-2 d.t.s. in finale) e il calcio inglese si aggiudicò la prima e unica Coppa del mondo della storia. Guidò l'Inghilterra anche agli Europei 1968, in cui venne eliminata in semifinale dalla Jugoslavia, ma giunse al terzo posto (sconfiggendo l'Unione Sovietica per 2-0) e ai Mondiali 1970, in cui venne eliminata nei quarti di finale dalla Germania Ovest. Dopo la mancata qualificazione ai Mondiali 1974, quando l'Inghilterra fu eliminata dalla Coppa del Mondo dalla Polonia, Ramsey lasciò la guida della Nazionale e concluse la carriera di allenatore nel 1978, allenando il Birmingham City. In seguito fu consulente tecnico del Panathinaikos.

## Statistiche

### Cronologia presenze e reti in nazionale
| Cronologia completa delle presenze e delle reti in nazionale ― Inghilterra | Cronologia completa delle presenze e delle reti in nazionale ― Inghilterra | Cronologia completa delle presenze e delle reti in nazionale ― Inghilterra | Cronologia completa delle presenze e delle reti in nazionale ― Inghilterra | Cronologia completa delle presenze e delle reti in nazionale ― Inghilterra | Cronologia completa delle presenze e delle reti in nazionale ― Inghilterra | Cronologia completa delle presenze e delle reti in nazionale ― Inghilterra | Cronologia completa delle presenze e delle reti in nazionale ― Inghilterra |
| Data                                                                       | Città                                                                      | In casa                                                                    | Risultato                                                                  | Ospiti                                                                     | Competizione                                                               | Reti                                                                       | Note                                                                       |
| -------------------------------------------------------------------------- | -------------------------------------------------------------------------- | -------------------------------------------------------------------------- | -------------------------------------------------------------------------- | -------------------------------------------------------------------------- | -------------------------------------------------------------------------- | -------------------------------------------------------------------------- | -------------------------------------------------------------------------- |
| 2-12-1948                                                                  | Londra                                                                     | Inghilterra                                                                | 6 – 0                                                                      | Svizzera                                                                   | Amichevole                                                                 | -                                                                          |                                                                            |
| 30-11-1949                                                                 | Londra                                                                     | Inghilterra                                                                | 2 – 0                                                                      | Italia                                                                     | Amichevole                                                                 | -                                                                          |                                                                            |
| 15-4-1950                                                                  | Glasgow                                                                    | Scozia                                                                     | 0 – 1                                                                      | Inghilterra                                                                | Qual. Mondiali 1950                                                        | -                                                                          |                                                                            |
| 14-5-1950                                                                  | Oeiras                                                                     | Portogallo                                                                 | 3 – 5                                                                      | Inghilterra                                                                | Amichevole                                                                 | -                                                                          |                                                                            |
| 25-6-1950                                                                  | Rio de Janeiro                                                             | Cile                                                                       | 0 – 2                                                                      | Inghilterra                                                                | Mondiali 1950 - 1º turno                                                   | -                                                                          |                                                                            |
| 29-6-1950                                                                  | Belo Horizonte                                                             | Stati Uniti                                                                | 1 – 0                                                                      | Inghilterra                                                                | Mondiali 1950 - 1º turno                                                   | -                                                                          |                                                                            |
| 2-7-1950                                                                   | Rio de Janeiro                                                             | Inghilterra                                                                | 0 – 1                                                                      | Spagna                                                                     | Mondiali 1950 - 1º turno                                                   | -                                                                          |                                                                            |
| 7-10-1950                                                                  | Belfast                                                                    | Irlanda del Nord                                                           | 1 – 4                                                                      | Inghilterra                                                                | Torneo Interbritannico 1950                                                | -                                                                          |                                                                            |
| 15-11-1950                                                                 | Sunderland                                                                 | Inghilterra                                                                | 4 – 2                                                                      | Galles                                                                     | Torneo Interbritannico 1950                                                | -                                                                          | cap.                                                                       |
| 22-11-1950                                                                 | Londra                                                                     | Inghilterra                                                                | 2 – 2                                                                      | Jugoslavia                                                                 | Amichevole                                                                 | -                                                                          | cap.                                                                       |
| 14-4-1951                                                                  | Londra                                                                     | Inghilterra                                                                | 2 – 3                                                                      | Scozia                                                                     | Torneo Interbritannico 1950                                                | -                                                                          |                                                                            |
| 9-5-1951                                                                   | Londra                                                                     | Inghilterra                                                                | 2 – 1                                                                      | Argentina                                                                  | Amichevole                                                                 | -                                                                          |                                                                            |
| 19-5-1951                                                                  | Liverpool                                                                  | Inghilterra                                                                | 5 – 2                                                                      | Portogallo                                                                 | Amichevole                                                                 | -                                                                          | cap.                                                                       |
| 3-10-1951                                                                  | Londra                                                                     | Inghilterra                                                                | 2 – 2                                                                      | Francia                                                                    | Amichevole                                                                 | -                                                                          |                                                                            |
| 20-10-1951                                                                 | Cardiff                                                                    | Galles                                                                     | 1 – 1                                                                      | Inghilterra                                                                | Torneo Interbritannico 1951                                                | -                                                                          |                                                                            |
| 14-11-1951                                                                 | Birmingham                                                                 | Inghilterra                                                                | 2 – 0                                                                      | Irlanda del Nord                                                           | Torneo Interbritannico 1951                                                | -                                                                          |                                                                            |
| 28-11-1951                                                                 | Londra                                                                     | Inghilterra                                                                | 2 – 2                                                                      | Austria                                                                    | Amichevole                                                                 | 1                                                                          |                                                                            |
| 5-4-1952                                                                   | Glasgow                                                                    | Scozia                                                                     | 1 – 2                                                                      | Inghilterra                                                                | Torneo Interbritannico 1951                                                | -                                                                          |                                                                            |
| 18-5-1952                                                                  | Firenze                                                                    | Italia                                                                     | 1 – 1                                                                      | Inghilterra                                                                | Amichevole                                                                 | -                                                                          |                                                                            |
| 25-5-1952                                                                  | Vienna                                                                     | Austria                                                                    | 2 – 3                                                                      | Inghilterra                                                                | Amichevole                                                                 | -                                                                          |                                                                            |
| 28-5-1952                                                                  | Zurigo                                                                     | Svizzera                                                                   | 0 – 3                                                                      | Inghilterra                                                                | Amichevole                                                                 | -                                                                          |                                                                            |
| 4-10-1952                                                                  | Belfast                                                                    | Irlanda del Nord                                                           | 2 – 2                                                                      | Inghilterra                                                                | Torneo Interbritannico 1952                                                | -                                                                          |                                                                            |
| 12-11-1952                                                                 | Londra                                                                     | Inghilterra                                                                | 5 – 2                                                                      | Galles                                                                     | Torneo Interbritannico 1952                                                | -                                                                          |                                                                            |
| 26-11-1952                                                                 | Londra                                                                     | Inghilterra                                                                | 5 – 0                                                                      | Belgio                                                                     | Amichevole                                                                 | -                                                                          |                                                                            |
| 18-4-1953                                                                  | Londra                                                                     | Inghilterra                                                                | 2 – 2                                                                      | Scozia                                                                     | Torneo Interbritannico 1952                                                | -                                                                          |                                                                            |
| 17-5-1953                                                                  | Buenos Aires                                                               | Argentina                                                                  | 0 – 0                                                                      | Inghilterra                                                                | Amichevole                                                                 | -                                                                          |                                                                            |
| 24-5-1953                                                                  | Ñuñoa                                                                      | Cile                                                                       | 1 – 2                                                                      | Inghilterra                                                                | Amichevole                                                                 | -                                                                          |                                                                            |
| 31-5-1953                                                                  | Montevideo                                                                 | Uruguay                                                                    | 2 – 1                                                                      | Inghilterra                                                                | Amichevole                                                                 | -                                                                          |                                                                            |
| 8-6-1953                                                                   | New York                                                                   | Stati Uniti                                                                | 3 – 6                                                                      | Inghilterra                                                                | Amichevole                                                                 | -                                                                          |                                                                            |
| 21-10-1953                                                                 | Londra                                                                     | Inghilterra                                                                | 4 – 4                                                                      | Resto d'Europa                                                             | Amichevole                                                                 | 1                                                                          |                                                                            |
| 25-11-1953                                                                 | Londra                                                                     | Inghilterra                                                                | 3 – 6                                                                      | Ungheria                                                                   | Amichevole                                                                 | 1                                                                          |                                                                            |
| Totale                                                                     |                                                                            | Presenze                                                                   | 32                                                                         |                                                                            | Reti                                                                       | 3                                                                          |                                                                            |

## Palmarès

### Giocatore
- Campionato inglese di seconda divisione: 1

Tottenham: 1949-1950
- Campionato inglese: 1

Tottenham: 1950-1951
- Community Shield: 2

Inghilterra: 1950
Tottenham: 1951

### Allenatore

#### Club
- Football League One: 1

Ipswich Town: 1956-1957
- Campionato inglese di seconda divisione: 1

Ipswich Town: 1960-1961
- Campionato inglese: 1

Ipswich Town: 1961-1962

#### Nazionale
- Campionato mondiale: 1

Inghilterra: Inghilterra 1966